# سردار دورسون
سردار دورسون (به انگلیسی: Serdar Dursun؛ زادهٔ ۱۹ اکتبر ۱۹۹۱) بازیکن فوتبال دو رگه آلمانی-ترکیه‌ای است.
از باشگاه‌هایی که در آن بازی کرده است می‌توان به اسکی‌شهراسپور، شانلی‌اورفه‌اسپور، دنیزلی اسپور، فاتح قره‌گمرک، گروتر فورث، دارمشتات ۹۸، فنرباغچه و آلانیا اسپور و پرسپولیس می توان اشاره کرد.
دورسون همچنین در تیم ملی فوتبال ترکیه بازی کرده و ۷ گل ملی در کارنامه خود دارد.

## آمار باشگاهی
تا تاریخ ۲۵ اردیبهشت ۱۴۰۴
| باشگاه         | دسته           | فصل            | لیگ  | لیگ | جام حذفی | جام حذفی | آسیا | آسیا | سوپر جام | سوپر جام | مجموع | مجموع |
| باشگاه         | دسته           | فصل            | بازی | گل  | بازی     | گل       | بازی | گل   | بازی     | گل       | بازی  | گل    |
| -------------- | -------------- | -------------- | ---- | --- | -------- | -------- | ---- | ---- | -------- | -------- | ----- | ----- |
| پرسپولیس       | لیگ برتر       | ۰۴–۱۴۰۳        | ۱۲   | ۵   | ۱        | ۰        | ۲    | ۰    | –        | –        | ۱۵    | ۵     |
| مجموع پرسپولیس | مجموع پرسپولیس | مجموع پرسپولیس | ۱۲   | ۵   | ۱        | ۰        | ۲    | ۰    | –        | –        | ۱۵    | ۵     |
| مجموع آمار     | مجموع آمار     | مجموع آمار     | ۱۲   | ۵   | ۱        | ۰        | ۲    | ۰    | –        | –        | ۱۵    | ۵     |

## آمار ملی

### بازی‌های ملی
| ترکیه | ترکیه | ترکیه | ترکیه  |
| سال   | بازی  | گل    | پاس گل |
| ----- | ----- | ----- | ------ |
| ۲۰۲۱  | ۲     | 12    | ۰      |
| ۲۰۲۲  | ۸     | ۵     | ۱      |
| مجموع | ۱۰    | ۷     | ۱      |

### گل‌های ملی
| شماره | تاریخ          | میزبان     | بازی ملی | حریف       | نتیجه | رقابت                    |
| ----- | -------------- | ---------- | -------- | ---------- | ----- | ------------------------ |
| ۱     | ۱۱ اکتبر ۲۰۲۱  | ریگا       | ۱        | لتونی      | ۲–۱   | مقدماتی جام جهانی ۲۰۲۲   |
| ۲     | ۱۳ نوامبر ۲۰۲۱ | استانبول   | ۲        | جبل طارق   | ۶–۰   | مقدماتی جام جهانی ۲۰۲۲   |
| ۳     | ۲۹ مارس ۲۰۲۲   | قونیه      | ۴        | ایتالیا    | ۲–۳   | دوستانه                  |
| ۴     | ۴ ژوئن ۲۰۲۲    | استانبول   | ۵        | جزایر فارو | ۴–۰   | لیگ ملت‌های اروپا ۲۳–۲۰۲۲ |
| ۵     | ۷ ژوئن ۲۰۲۲    | ویلنیوس    | ۶        | لیتوانی    | ۶–۰   | لیگ ملت‌های اروپا ۲۳–۲۰۲۲ |
| ۶     | ۷ ژوئن ۲۰۲۲    | ویلنیوس    | ۶        | لیتوانی    | ۶–۰   | لیگ ملت‌های اروپا ۲۳–۲۰۲۲ |
| ۷     | ۱۱ ژوئن ۲۰۲۲   | لوکزامبورگ | ۷        | لوکزامبورگ | ۲–۰   | لیگ ملت‌های اروپا ۲۳–۲۰۲۲ |

## افتخارات

### باشگاهی

#### فنرباغچه
- جام حذفی ترکیه (۱): ۲۳–۲۰۲۲

### فردی
- آقای گل بوندس‌لیگا ۲ (۱): ۲۱–۲۰۲۰ (۲۷ گل)